# الإمبراطورة غيميه
الإمبراطورة غيميه (باليابانية: 元明天皇 غيميه تينو) (661 - 29 ديسمبر 721) كانت الإمبراطورة الثالثة والأربعون في اليابان. وفقا للتواريخ التقليدية فإن فترة حكمها امتدت بين عامي 707 و 715. الإمبراطورة غيميه هي رابع امرأة تعتلي عرش الإمبراطورية في اليابان وقد تولى ثلاث نساء قبلها الإمبراطورية وهنّ الإمبراطورة سويكو، الإمبراطورة كوغيوكو، الإمبراطورة جيتو، وهي ابنة الإمبراطور تينجي وأخت لالإمبراطورة جيتو من أم أخرى.